# Fernando Gamboa González
Fernando Gamboa González (Barcelona, 1970) es un escritor español, conocido por ser unos de los pioneros de la autopublicación. Desde la segunda edición del Premio Literario Amazon Storyteller, es miembro destacado del jurado.

## Biografía
Después de viajar por África y Latinoamérica, y vivir en varios países; llevando a cabo trabajos tan dispares como submarinista, profesor de español, empresario, jugador de póker o guía de aventura, en el año 2007 publicó su primera novela: La última cripta, de la que se vendieron 200.000 copias en todo el mundo.
Fue uno de los finalistas en la primera edición del Premio Literario Amazon Storyteller, ha formado parte del jurado en las sucesivas ediciones hasta la última, la de 2021.
Originario del mundo editorial, decidió seguir por la senda de la autopublicación.